# Hans Blum
Hans Blum, född 8 juni 1841 och död 1 februari 1910, var en tysk advokat och författare. Hans Blum var son till politikern och författaren Robert Blum.
Blum skildrade sin fars liv och författade bland annat Das deutsche Reich zur Zeit Bismarcks (1893), Fürst Bismarck und seine Zeit (6 band, 1894-95, tillägg och register 1899), Persönliche Erinnerungen an der Fürsten Bismarck (2:a upplagan 1900), Die deutsche Revolution 1848-49 (1898), samt Lebenserinnerungen (2 band, 1907-08).